# Rogersonanthus quelchii
Rogersonanthus quelchii är en gentianaväxtart som först beskrevs av N.E. Brown, och fick sitt nu gällande namn av B. Maguire och B.M. Boom. Rogersonanthus quelchii ingår i släktet Rogersonanthus och familjen gentianaväxter. Inga underarter finns listade i Catalogue of Life.